# Crnogorska rukometna reprezentacija
Crnogorska rukometna reprezentacija predstavlja državu Crnu Goru u rukometu.
Iako je samostalna Crna Gora na EP-u 2008. bila novo ime, Crna Gora je kao dio federacija (SFRJ, SiCG) bila poznata rukometna sredina i dala je brojne poznate rukometaše, koji su se, doduše, afirmirali izvan Crne Gore, mahom u Srbiji.

## Sastavi na velikim natjecanjima
- EP 2008.:

## Uspjesi
Dosadašnji najveći uspjeh crnogorske reprezentacije jest plasman na Europsko prvenstvo u Norveškoj 2008., gdje su se uspjeli kvalificirati i u četvrtfinalnu grupu.

## Sudjelovanja na velikim natjecanjima

### Sudjelovanja naOI
- 1936.: -
- 1972.: dio SFRJ
- 1976.: dio SFRJ
- 1980.: dio SFRJ
- 1984.: dio SFRJ
- 1988.: dio SFRJ
- 1992.: -
- 1996.: -
- 2000.: dio SiCG
- 2004.: -
- 2008.: -
- 2012.: -
- 2016.: -
- 2020.: -

### Sudjelovanja naEP
- 1994.: -
- 1996.: -
- 1998.: -
- 2000.: -
- 2002.: -
- 2004.: -
- 2006.: -
- 2008.: 6. u skupini 2. kruga
- 2010.: -
- 2012.: -
- 2014.: 16. mjesto
- 2016.: 16. mjesto
- 2018.: 16. mjesto
- 2020.: 18. mjesto
- 2022.: 11. mjesto

### Sudjelovanja naSP
| - 1938.: - - 1954.: - - 1958.: - - 1961.: - - 1964.: - - 1967.: - - 1970.: - - 1974.: - - 1978.: - | - 1982.: - - 1986.: - - 1990.: - - 1993.: - - 1995.: - - 1997.: - - 1999.: - - 2001.: - - 2003.: - | - 2005.: - - 2007.: - - 2009.: - - 2011.: - - 2013.: 22. mjesto - 2015.: - - 2017.: - - 2019.: - - 2021.: - - 2023.: 18. mjesto |

## Poznati igrači
Poznati crnogorski rukometaši uključujući one koji su igrali za Jugoslaviju, srpsko-crnogorsku federaciju te za Srbiju.

### Za vrijeme SFRJ
- Veselin Vujović, igrao za Jugoslaviju. Nastupao za Lovćen i 1980-ih za slavnu generaciju Metaloplastike iz Šabca, a kasnije je nastavio karijeru u Španjolskoj.
- Veselin Vuković, igrao za Jugoslaviju. Nastupao 1980-ih za slavnu generaciju Metaloplastike iz Šabca.
- Pero Milošević, igrao za Jugoslaviju. Igrao za Lovćen i 1980-ih za slavnu generaciju Metaloplastike iz Šabca.

### Za vrijeme SiCG
- Predrag Peruničić, igrao za SiCG
- Nenad Peruničić, igrao za SiCG

### Od osamostaljenja
- Petar Kapisoda[1] - reprezentativac SiCG, igrač Lovćena, Bosne, C. zvezde te Zagreba
- Goran Đukanović[2] - reprezentativac SiCG, igrao u Lovćenu, Trstu, u Kataru, Zagrebu.
- Ratko Đurković (1975. Cetinje), kružni napadač crnogorske rukometne reprezentacije.